# Bourboule

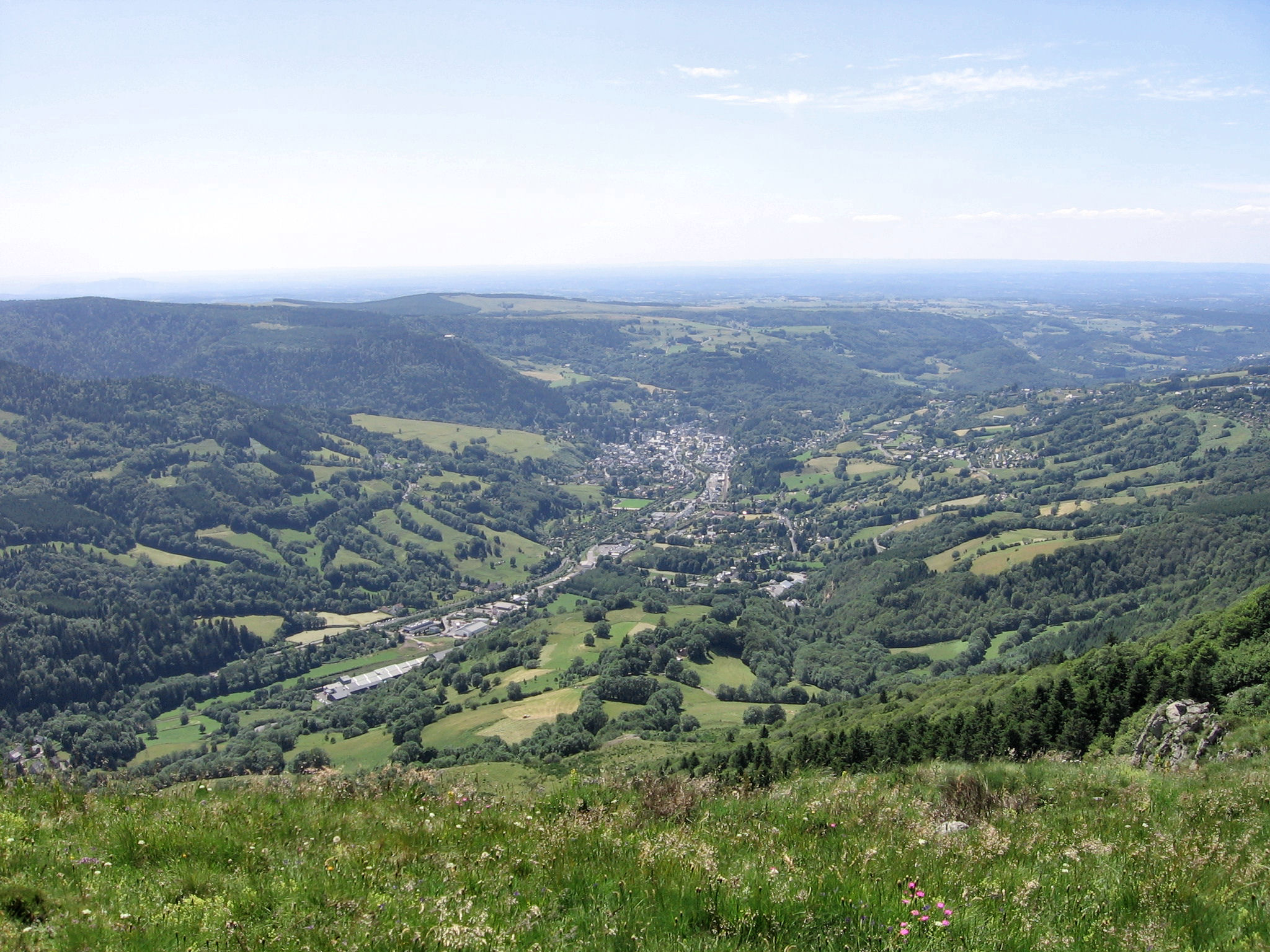
Widok na Bourboule

Bourboule – miejscowość i gmina we Francji, w regionie Owernia-Rodan-Alpy, w departamencie Puy-de-Dôme.
Według danych na rok 1990 gminę zamieszkiwały 2113 osoby, a gęstość zaludnienia wynosiła 166 osób/km² (wśród 1310 gmin Owernii Bourboule plasuje się na 98. miejscu pod względem liczby ludności, natomiast pod względem powierzchni na miejscu 709.).
- Sources d'Auvergne. capella1.com. [zarchiwizowane z tego adresu (2007-12-19)].